# برايان هايوارد
برايان هايوارد هو لاعب هوكي الجليد كندي، ولد في 25 يونيو 1960 في تورونتو في كندا.

## وصلات خارجية
- برايان هايوارد على موقع دوري الهوكي الوطني (الإنجليزية)
- برايان هايوارد على موقع EliteProspects.com (الإنجليزية)
- برايان هايوارد على موقع HockeyDB.com (الإنجليزية)
- برايان هايوارد على موقع Hockey-Reference.com (الإنجليزية)